# クリス・バウマン
クリス・バウマン（Chris Baumann、1987年5月18日 - ）は、メジャーリーグラグビー、サンディエゴ・リージョンに所属するラグビー選手。

## プロフィール
- アメリカ・スティームボートスプリングス出身。
- ポジションはプロップ(PR)、フッカー(HO)。
- 身長 188cm、体重 124kg
- アメリカ代表キャップは25（2020年7月現在）でラグビーワールドカップ2015のアメリカ代表に選ばれた[1]。

## 略歴
デンバー・スタンピード、ウェリントンを経て、2017年、レスター・タイガースに加入。  
2018年、レスター・タイガースを退団後、2021年、サンディエゴ・リージョンに加入。 